# PP-2000

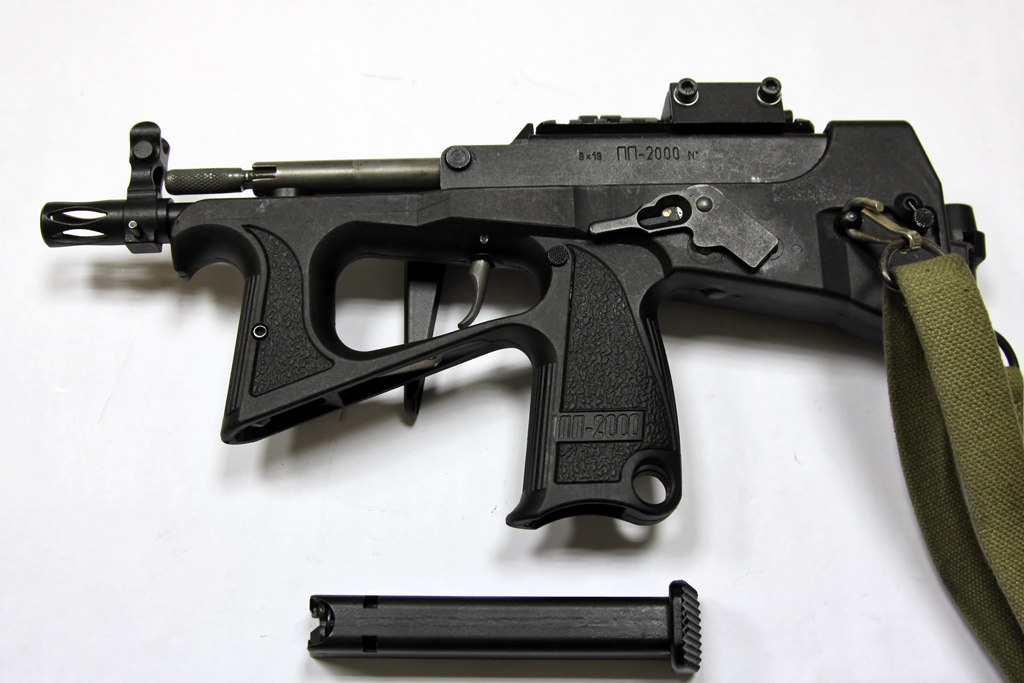
PP-2000

PP-2000 (ryska: ПП-2000) är en k-pist tillverkad av KBP. Den premiärvisades på Interpolytech-mässan i Moskva 2004 men den patenterades redan 2001. Konstruktionen är rekyldriven och väger cirka 1,5 kg oladdad.